# Metropolitan line
Metropolitan line er en del af London Underground. Banen løber i øjeblikket fra Aldgate i City of London til Amersham i Buckinghamshire, med sidebaner til Uxbridge, Watford og Chesham, men før 1988 var Hammersmith & City line og East London line også markedsført som Metropolitan line. Banen er farvet magenta på netværkskortet og i andet marketing.
Den nuværende bane er hovedsageligt underjordisk på den sydlige sektion. Nord for Baker Street, ved Finchley Road, løber banen på overfladen. Ni af de 34 stationer, banen betjener, er under terræn. Den er netværkets tiende travleste bane med lige under 67.000.000 årlige passagerer. Baker Street er endestationen i det centrale London for mange tog, mens andre fortsætter til Aldgate i City.
Den 10. januar 1863 åbnede Metropolitan Railway banen mellem Paddington og Farringdon. Det var verdens første underjordiske jernbane.
Sektionen med fire spor mellem Wembley Park og Moor Park gør det muligt at køre ekspres- eller "hurtige" tog til de ydre forstæder, der kan overhale langsommere stoptog. Metropolitan er den eneste Underground-bane med denne egenskab. På de andre er den generelle regel, at "alle tog standser på alle stationer".
Metropolitan line og Central line er de eneste to Underground-ruter med stationer udenfor Greater Londons grænser og ringmotorvejen M25.

## Historie

### Metropolitan Railway (1863-1933)
Metropolitan lines aner ligger hos Metropolitan Railway, verdens første underjordiske jernbane, der åbnede i 1863 mellem Paddington og Farringdon Street, for at forbinde den relativt fjerne endestation på Paddington med The City. Ruten, anlagt som cut-and-cover, fulgte stort set den daværende New Road, nu Marylebone Road og Euston Road, hvorved den også forbinde de øvrige jernbaneterminaler nord for Londons centrum, navnlig Euston og King's Cross. Betjeningen blev oprindeligt ydet ved gasoplyste trævogne, trukket af damplokomotiver.
I 1871 præsenteredes planer om en underjordisk jernbane i Paris, kaldet Métropolitain som imitation af banen i London. Det moderne ord metro er en kort udgave af det franske ord Métropolitain.
Metropolitan Railway forgrenede sig til forstæderne fra Baker Street, og nåede Harrow i 1880, og siden hen så langt væk som Verney Junction, over 80 km fra Baker Street og det centrale London. Jernbanen begyndte at elektrificere sine ruter fra 1905. Den benyttede elektriske togsæt på de elektrificerede ruter i London, men for at betjene stationer på de ikke-elektrificerede, ydre baner ville vogne blive trukket ud af London med et elektrisk lokomotiv, som blev udskiftet med et damplokomotiv på vejen. Efter 1. verdenskrig, blev navnet "Metro-land" benyttet som promotion af nye ejendomme, der blev bygget nær jernbanen.

### London Transport (1933–88)
Den 1. juli 1933 blev Metropolitan sammenlagt med andre Underground-jernbaner, sporvejsselskaber og busoperatører for at danne London Passenger Transport Board. Banen blev successivt rationaliseret i den efterfølgende periode. Delen nordvest for Aylesbury blev lukket i 1936, men der kørte dog igen tog til Quainton Road mellem 1943 og 1948. I 1936 blev Metropolitan line også forlænget fra Whitechapel til Barking ad District lines spor. I 1939 overgik Stanmore-grenen til Bakerloo line. Den overgik efterfølgende til Jubilee line, da den bane åbnede i 1979.
Der kørte damptrukne passagertog nord for Rickmansworth indtil 1961 og vedligeholdelsestog indtil 1972. I september 1961 blev London Transport-betjeningen nord for Amersham standset. Lokal- og semi-hurtige tog fra Aylesbury delte dobbeltsporet med hovedbaneekspresserne på den tidligere Great Central-oute så langt som til Harrow-on-the-Hill. På grund af væksten i forstadstrafikken på Metropolitan, blev banen nord for Harrow-on-the-Hill firsporet til Northwood Hills i 1961 og til Croxleyhall Junction (nord for Moor Park) i 1962.

### Rebranding (1988-)
I 1988 blev Hammersmith & City og East London lines, rebranded som separate baner. Fra denne dato refererede "Metropolitan line" kun til ruten fra Aldgate til Baker Street og videre nordpå, gennem "Metro-land" til Amersham med en sidebane til Uxbridge. East London Line delte materiel med Metropolitan line indtil sin lukning i 2007, hvor den blev ombygget til en London Overground-bane.
I 1998 blev Metropolitan lines infrastruktur delvist privatiseret i et offentligt-privat partnerskab. Den er nu en del af "Sub-Surface Railways"-gruppen, og bestyres sammen med Circle, Hammersmith & City og District lines af London Underground Limited, tidligere Metronet-konsortiet.

## Rullende materiel
Per august 2012 udgøres hovedparten af betjeningerne på banen af S-materiel, som blev indsat fra juli 2010 for gradvist at erstatte A-materiellet. Fire A-materiel-tog blev bevaret som reserve for Sommer-OL 2012, for at skabe ekstra kapacitet på banen, hvis nødvendigt. Kombineret med nye signaler vil den nye vognpark øge den samlede kapacitet på banen med 27%.
A-materiellet blev bygget mellem 1960 og 1962, og var i begyndelsen i drift med umalet aluminiumskarosseri i mange år, men ved en renovering i 1990'erne fik det sin nuværende Undergrund-standardbemalingen i hvid og blå med røde ender. Betjeningerne består normalt af to firvognssæt sammenkoblet til i alt otte vogne, med undtagelse af den tidligere Chesham-shuttel, der kun blev betjent af et firvognstog, hvilket også gjaldt for East London line, da den var en Underground-rute. De var også de eneste tog i The Underground som havde baggagehylder. London Transport Museum begyndte at sælge baggagehylderne fra hensat A-materiel i februar 2012.

## Stationer
Sorteret fra øst mod vest
| Delt med Circle og Hammersmith & City lines |         |                                                                                        | |
| Station | Billede | Åbnet                                                                                  | Yderligere information |
| Aldgate |         | 18. november 1876                                                                      | Endestationkort 1 |
| Liverpool Street |         | 12. juli 1875                                                                          | Åbnet som Bishopsgate. Omdøbt 1. november 1909kort 2                                                                               |
| Moorgate |         | 1865                                                                                   | tog fra nord/vest kan ende på Moorgate, men dette finder ikke sted regulært i den nuværende køreplankort 3                         |
| Barbican |         | 1865                                                                                   | Åbnet som Aldersgate Street. Omdøbt til Aldersgate i 1910. Omdøbt Aldersgate and Barbican i 1923. Nuværende navn er fra 1968kort 4 |
| Farringdon |         | 10. januar 1863                                                                        | kort 5 |
| King's Cross St. Pancras |         | 1863                                                                                   | kort 6 |
| Euston Square |         | 1863                                                                                   | Originally Gower Streetkort 7 |
| Great Portland Street |         | 10. januar 1863                                                                        | Oprindeligt Portland Roadkort 8 |
| Inderste sektion |         |                                                                                        | |
| Metropolitan line divergerer fra Circle/Hammersmith & City lines lige øst for Baker Street Station, hvor de benyttet separate perroner, i en groft sagt 45 graders vinkel til Circle/Hammersmith & City-perronerne |         |                                                                                        | |
| Baker Street |         | 10. januar 1863 (Hammersmith & City og Circle line-perroner, nu nummeret perron 5 & 6) | Nordgående tog begynder deres tur her, fra de nyere perroner, nummeret 1-4, hvor det første par daterer fra april 1868kort 9       |
| Finchley Road* |         | 30. juni 1879                                                                          | kort 10 |
| Wembley Park** |         | 14. oktober 1893                                                                       | Fuldt åbnet 12. maj 1894kort 11 |
| Preston Road |         | 21. maj 1908                                                                           | Banen passerede igennem her på vej til Harrow, 2. august 1880kort 12                                                               |
| Northwick Park |         | 28. juni 1923                                                                          | Åbnet som Northwick Park and Kenton. Banen passerede igennem her på vej til Harrow, 2. august 1880kort 13                          |
| Harrow-on-the-Hill |         | 2. august 1880                                                                         | I Harrow deler banen sig i to grene – hovedbanen til Watford og Amersham, og Uxbridge-grenenkort 14                                |
| * – Mellem Finchley Road og Wembley Park løber Metropolitan lines spor på ydersiden af Jubilee lines spor. Mellem Finchley Road og Wembley Park standser Metropolitan line-tog ikke på West Hampstead, Kilburn, Willesden Green, Dollis Hill og Neasden Stationer. Willesden Green og Neasden Stationer har perroner på Metropolitan line-sporene, men Metropolitan line-tog standser der kun i nødsituationer, eller når der er storre driftsproblemer på enten Metropolitan eller Jubilee lines. |         |                                                                                        | |
| ** – På Wembley Park deler Metropolitan line sig fra to spor til fire, med de hurtige baner på ydersiden. Hurtige tog (til Amersham eller Chesham) og semi-hurtige tog (til Watford eller Amersham) standser ikke på Wembley Park, Preston Road eller Northwick Park. |         |                                                                                        | |

### Uxbridge-gren
| Fortsætter fra Harrow-on-the-Hill |         |                    |                                                                           |
| Station                           | Billede | Åbnet              | Yderligere information                                                    |
| West Harrow                       |         | 17. november 1913  | kort 15                                                                   |
| Rayners Lane                      |         | 26. maj 1906       | Fra Rayners Lane til Uxbridge deler banen spor med Piccadilly linekort 16 |
| Eastcote                          |         | 26. maj 1906       | Åbnet som Eastcote Haltkort 17                                            |
| Ruislip Manor                     |         | 5. august 1912     | Åbnet som Ruislip Manor Haltkort 18                                       |
| Ruislip                           |         | 4. juli 1904       | kort 19                                                                   |
| Ickenham                          |         | 25. september 1905 | Åbnet som Ickenham Haltkort 20                                            |
| Hillingdon                        |         | 10. december 1923  | Ombygget på tilstødende grund i 1994kort 21                               |
| Uxbridge                          |         | 4. juli 1904       | Endestationkort 22                                                        |

### Northwood-gren
| Fortsætter fra Harrow-on-the-Hill |         |                   | |
| Station | Billede | Åbnet             | Yderligere information                                                                                                  |
| North Harrow |         | 22. marts 1915    | kort 23 |
| Pinner |         | 25. maj 1885      | kort 24 |
| Northwood Hills |         | 13. november 1933 | kort 25 |
| Northwood |         | 1. september 1887 | Den sidste station i Greater Londonkort 26                                                                              |
| Moor Park |         | 9. maj 1910       | Åbnet som Sandy Lodge. Omdøbt Moor Park & Sandy Lodge 18. oktober 1923. Nuværende navn er fra 25. september 1950kort 27 |
| Efter Harrow-on-the-Hill er banerne flyttet om til to nabopar: det langsomme (det nordligste par) og det hurtige. De langsomme baner deles også med National Rail-banen til Aylesbury (opereret af Chiltern Railways), der syd for Harrow-on-the-Hill løber parallelt. Stationerne mellem Harrow-on-the-Hill og Moor Park (begge eksklusive) har kun perroner på de langsomme baner, og der standses kun af langsomme og semi-hurtige tog, der normalt kører til Watford. På Moor Park deler banen sig, med den hurtige bane, der udgør hovedbanen mod Amersham og den langsomme line går mod Watford. |         |                   | |

### Watford-gren
| Fortsætter fra Moor Park |         |                  |                                                     |
| Station | Billede | Åbnet            | Yderligere information                              |
| Croxley |         | 2. november 1925 | Åbnet som Croxley Green. Omdøbt 23. maj 1949kort 28 |
| Watford |         | 4. november 1925 | kort 29                                             |
| En trekantsforbindelse ("Nordkurven"), der gør det muligt for tog at køre mellem Watford og Rickmansworth, eksisterer også, benyttes af nogle få tog tidligt om morgenen og sent om aftenen, så vel som under sporarbejder, hvor banen syd for Rickmansworth er lukket. |         |                  |                                                     |

### Mod Amersham eller Chesham
| Fortsætter fra Moor Park |         |                   | |
| Station | Billede | Åbnet             | Yderligere information                                                                                                 |
| Rickmansworth |         | 1. september 1887 | kort 30 |
| Chorleywood |         | 8. juli 1889      | Åbnet som Chorley Wood. Omdøbt Chorley Wood & Chenies 1. november 1915. Gendannet 1934. Nuværende navn fra 1964kort 31 |
| Chalfont & Latimer |         | 8. juli 1889      | Åbnet som Chalfont Road. Omdøbt 1. november 1915kort 32                                                                |
| Stationer mellem Rickmansworth og Amersham betjenes også af de flesste Chiltern-tog til Aylesbury. |         |                   | |
| Herfra fortsætter tog enten til Amersham eller på en separat gren til Chesham. Indtil december 2010 blev Chesham udenfor myldretiden betjent af en shuttleforbindelse med et 4-vogns A-materiel, der blev opstablet på Chalfont & Latimer i myldretiden. Betjeningsintervalet til Chesham er groft sagt hvert 30. minut. |         |                   | |

| Fortsætter fra Chalfont & Latimer |         |              |                                                                                       |
| Station                           | Billede | Åbnet        | Yderligere information                                                                |
| Chesham                           |         | 8. juli 1889 | Den oprindelige nordlige endestation for Metropolitan Railway fra Baker Streetkort 33 |

| Fortsætter fra Chalfont & Latimer |         |                   |                                                                      |
| Station                           | Billede | Åbnet             | Yderligere information                                               |
| Amersham                          |         | 1. september 1892 | Omdøbt Amersham & Chesham Bois 12. marts 1922. Gendannet 1937kort 34 |

### Depot
Metropolitan line betjenes af et depot i Neasden.kort 35. Tog bliver også opstaldet om natten på Uxbridge, Watford, Rickmansworth og Wembley Park.

### Tidligere stationer

#### St John's Wood-sektion
- Lord's (lukket 1939)
- Marlborough Road (lukket 1939)
- Swiss Cottage (lukket 1940)

Disse stationer er blevet erstattet af underjordiske ækvivalenter på Jubilee line, navnlig St John's Wood og Swiss Cottage Stationer.

#### Bag Amersham
- Great Missenden (betjening indstillet 1961)
- Wendover (betjening indstillet 1961)
- Stoke Mandeville (betjening indstillet 1961)
- Aylesbury (betjening indstillet 1961)
- Waddesdon Manor (betjening indstillet 1936)
- Quainton Road (betjening indstillet 1948, lukket 1966)

#### Verney Junction-gren
- Granborough Road (lukket 1936)
- Winslow Road (lukket 1936)
- Verney Junction (betjening indstillet 1936, lukket 1967)

## Hovedbanekarakter
Metropolitan line adskiller sig signifikant fra andre London Underground-baner ved mere at have karakter af forstadstog. Kun 10 km af banen er underjordisk. De sidste 57 km er over terræn. Den har fuldstørrelses "subsurface"-materiel frem for "tube"-tog, og den snitter frem for at krydse både West End og City.
Metropolitan line er den eneste London Underground-bane med en egentligt London-endestation, på Baker Street (selvom mange tog fra nord for Baker Street ikke ender der, men fortsætter til Aldgate). Metropolitan kører også, modsat andre baner, en blanding af hurtige, semi-hurtige og stoptog. De "hurtige" tog standser på Baker Street, Finchley Road, Harrow-on-the-Hill, Moor Park og alle stationer mellem Moor Park og Amersham eller Chesham. Metropolitan line-tog standser ikke på Jubilee line-stationerne mellem Finchley Road og Wembley Park.
Banen går et godt stykke udenfor Greater London og betjener dele af Hertfordshire og Buckinghamshire. Derfor er den den eneste Underground-bane, der betjener takstzone 7, 8 og 9. Den har ingen stationer i zone 3, hvilket gør den til den eneste Underground-bane der betjener usammenhængende zoner.
A-materiellet er kun udstyret med tværgående sæder, baggagehylder, og paraplykroge. S-materiellet, der i øjeblikket udrulles som erstatning for A-materiellet, har en blanding af tværgående og langsgående sæder og har derfor 32 procent færre sæder. S-materiellet har gennengang mellem alle vognene ligesom fjerntog.
De hurtige baner nord for Harrow, inkl. alle banerne nord for Rickmansworth, lader til at være udstyret med signaller efter Network Rails standarder. Der er dog ikke tilfældet. Selvom standard Network Rail firaspektsignaler er opsat, benyttes faktisk standard LUL-signaler. De øverste to lamper er et standard to-aspekt LUL-hovedsignal, der viser enten en enkelt grøn eller enkelt rødt aspekt. De nederste to lamper er et standard LUL-dubleringssignal, der viser hvad det næste hovedsignal viser, enten med en enkelt grøn eller enkelt gul aspekt. Dubleringen vises ikke når hovedsignalet viser et rødt aspekt. Derfor er det faktisk to kombinerede signaler, ser det for lokomotivføreren ud som et tre-aspekt-signal. Fareindikationen er et enkelt rødt lys. Advarselsindikationen (der er det efterfølgende hovedsignal, der viser fare) er et gult lys med en grønt lys ovenover og kør-indikationen er to grønne lys. Denne kombination stammer fra den normale jernbanestandard med det røde lys som det nederste lys på signalet.
Metropolitan line er den hurtigste London Undeground-bane, med store sektioner med en strækningshastighed på 80 eller 97 km/t (tidligere 110 km/t). Den normale strækningshastighed for en Underground-bane er 64–72 km/t. En fjernstyringscentral findes på Baker Street og dækker strækningen til Aldgate, mens andre signallingsteder på banen findes lokalt.
Der er udgivet en fuld køreplan for strækningen mellem Amersham/Chesham og Richsmansworth, hvilket er usædvanlig for the Underground. Der findes også en sammenfattende køreplan for Watford til North Harrow-sektionen.

## Nuværende betjeningsmønster
Siden 11. december 2011 har der udenfor myldretiden kun køre tog med stop på alle stationer, og de "hurtige" og "semi-hurtige" tog kører kun mandag til fredag i myldretiden.
Det nuværende betjeningsmønster udenfor myldretiden er som følger:
- 4 tog pr. time mellem Uxbridge og Aldgate.
- 4 tog pr. time mellem Uxbridge og Baker Street.
- 4 tog pr. time mellem Watford og Baker Street.
- 2 tog pr. time mellem Amersham og Aldgate.
- 2 tog pr. time mellem Chesham og Aldgate.

Dette kræver 35 tog.
Betjeningsmønsteret i myldretiden er mere komplekst, da tog kører mellem Aldgate og alle de fire nordlige endestationer. Den sydgående drift i morgenmyldretiden er en 32-minutters cyklus med 12 tog ankommende på Baker Street i 2,5- eller 3-minutters intervaller som følger (stoptog bortset fra hvor andet er vist):
- Amersham til Aldgate (semi-hurtig).
- Uxbridge til Baker Street.
- Amersham til Aldgate (hurtig).
- Watford til Baker Street.
- Watford til Aldgate (semi-hurtig).
- Uxbridge til Aldgate.
- Watford til Baker Street.
- Uxbridge til Aldgate.
- Chesham til Aldgate (hurtig).
- Uxbridge til Baker Street.
- Watford til Aldgate (semi-hurtig).
- Uxbridge til Baker Street.

Den nordgående drift i eftermiddagsmyldretiden er en 32-minutters cyklus med 12 tog afgående fra Baker Street som følger:
- Baker Street til Amersham (semi-hurtig).
- Aldgate til Uxbridge.
- Aldgate til Watford (semi-hurtig).
- Baker Street til Watford.
- Aldgate til Chesham (hurtig).
- Aldgate til Uxbridge.
- Baker Street til Watford (semi-hurtig).
- Aldgate til Uxbridge.
- Aldgate til Watford (semi-hurtig).
- Baker Street til Uxbridge.
- Aldgate til Amersham (hurtig).
- Aldgate til Uxbridge.

Myldretidsdriften kræver 49 tog mandag til fredag morgener, og 50 om aftenen.
Det første tog hver morgen fra Chesham kører direkte til Watford gennem "nordkurven" mellem Rickmansworth og Croxley. To andre tog tidligt om morgenen kører direkte fra Rickmansworth til Watford. Det sidste tog fra Watford om aftenen kører direkte til Rickmansworth.
Den 12. december 2010 reducerede London Underground betjeningen til Amersham fra 4 til 2 tog pr. time, og gav direkte tog mellem Chesham og det centrale London hvert 30. minut hele dagen. Chesham-shuttlen ophørte. Denne ændring skyldes, at det nye S-materiel kommer i 8-vognstogsæt og der vil ikke restere nogle 4-vognstog, når A-materiellet er hensat. Der var ingen ændring i frekvensen mellem Chalfont & Latimer og Baker Street, bortset fra sent om aftenen og tidligt søndag morgen, hvor 2 af de 6 Watford-tog pr. time blev omdirigeret til Chesham.

## Steam on the Met
For at fejre 100 års jubilæet for åbningen af Metropolitan til Chesham i 1989, fandt det første Steam on the Met-event sted, hvor London Underground i to weekender kørte med dampsærtog mellem Chesham og Watford.
Begivenheden var en stor succes, så i 1990 besluttede London Underground at køre damptog mellem Harrow og Amersham. For at fejre 100 år med "the Met" på Amersham i 1992, blev eventet forlænget til 5 dage i slutningen af maj. I 1995 blev det besluttet at køre tog mellem Amersham og Watford.
Lokomotiverne, der blev benyttet i eventet, indebar BR standard litra 4 tender, BR standard litra 5 og GWR Pannier tanks. Der var også forskelligt andre rullende materiel, der blev benyttet til udstilling på Rickmansworth sidespor. I begyndelsen lejede London Underground vogne fra British Rail til begivenheden, men det viste sig faktisk, at det var billigere at købe vogne i stedet, hvorfor LU købte adskillige vogne af BR. Damptogene kørte mellem de normale Metropolitan og fjerntog, der benyttet køreplan.
På grund af den nært forestående privatisering af LUL og vognenes tilstand, fandt den sidte dampudflugt sted i 2000. Siden 2007 har særtogene på "the Met" benyttet det elektriske lokomotiv Sarah Siddons og litra 20-diesellokomotiver.

## Fremtid

### Baneopgradering
Spor- og kabeludskiftninger har været foretaget, med weekendlukninger på hele eller dele af banen. Det nuværende signaludstyr på alle højtliggende baner, hvor noget daterer tilbage til før 2. verdenskrig og har været fejlbehæftiget, vil bliver erstattet med Automatic Train Operation (ATO) og kontrolleret fra en enkelt nyt central. Hele banen er planlagt til at være fuldt opgraderet i slutningen af 2018. Transport for London sigter efter en forøgelse i banekapaciteten på 27% når alle opgraderingsarbejderne er fuldendte.

### Croxley Rail Link
Der er planer om at omlægge Watford-grenen fra den nuværende Watford Station gennem den ubenyttede Croxley Green-afgrening til Watford Junction. Finansieringen blev aftalt i december 2011, og anlægsarbejderne forventes at begynde i juni 2014 og være fuldendt i januar 2016.

### Reorganisation
Som en del af en større renovering af alle højtliggende baner, er der også planer om at køre Metropolitan line-tog igennem fra Uxbridge via Aldgate East til Barking, hvorved Hammersmith & City line vil overtage Metropolitans gamle endestation på Aldgate. Dette vil dog først blive muligt når Metropolitan lines gamle materiel er fuldstændigt udskiftet, da de eksisterende tog er for brede.

## Kort
| - ↑kort 1Aldgate – 51°30′50″N 000°04′34″V / 51.51389°N 0.07611°V - ↑kort 2Liverpool Street – 51°31′07″N 000°04′53″V / 51.51861°N 0.08139°V - ↑kort 3Moorgate – 51°31′07″N 000°05′19″V / 51.51861°N 0.08861°V - ↑kort 4Barbican – 51°31′13″N 000°05′52″V / 51.52028°N 0.09778°V - ↑kort 5Farringdon – 51°31′12″N 000°06′19″V / 51.52000°N 0.10528°V - ↑kort 6King's Cross St. Pancras – 51°31′49″N 000°07′27″V / 51.53028°N 0.12417°V - ↑kort 7Euston Square – 51°31′33″N 000°08′09″V / 51.52583°N 0.13583°V - ↑kort 8Great Portland Street – 51°31′26″N 000°08′38″V / 51.52389°N 0.14389°V - ↑kort 9Baker Street – 51°31′19″N 000°09′25″V / 51.52194°N 0.15694°V - ↑kort 10Finchley Road – 51°32′50″N 000°10′49″V / 51.54722°N 0.18028°V - ↑kort 11Wembley Park – 51°33′49″N 000°16′46″V / 51.56361°N 0.27944°V - ↑kort 12Preston Road – 51°34′20″N 000°17′43″V / 51.57222°N 0.29528°V - ↑kort 13Northwick Park – 51°34′43″N 000°19′07″V / 51.57861°N 0.31861°V - ↑kort 14Harrow-on-the-Hill – 51°34′46″N 000°20′13″V / 51.57944°N 0.33694°V - ↑kort 15West Harrow – 51°34′47″N 000°21′12″V / 51.57972°N 0.35333°V - ↑kort 16Rayners Lane – 51°34′31″N 000°22′17″V / 51.57528°N 0.37139°V - ↑kort 17Eastcote – 51°34′36″N 000°23′49″V / 51.57667°N 0.39694°V - ↑kort 18Ruislip Manor – 51°34′24″N 000°24′45″V / 51.57333°N 0.41250°V | - ↑kort 19Ruislip – 51°34′17″N 000°25′16″V / 51.57139°N 0.42111°V - ↑kort 20Ickenham – 51°33′43″N 000°26′31″V / 51.56194°N 0.44194°V - ↑kort 21Hillingdon – 51°33′14″N 000°27′00″V / 51.55389°N 0.45000°V - ↑kort 22Uxbridge – 51°32′45″N 000°28′42″V / 51.54583°N 0.47833°V - ↑kort 23North Harrow – 51°35′06″N 000°21′45″V / 51.58500°N 0.36250°V - ↑kort 24Pinner – 51°35′34″N 000°22′50″V / 51.59278°N 0.38056°V - ↑kort 25Northwood Hills – 51°36′02″N 000°24′33″V / 51.60056°N 0.40917°V - ↑kort 26Northwood – 51°36′39″N 000°25′28″V / 51.61083°N 0.42444°V - ↑kort 27Moor Park – 51°37′47″N 000°25′58″V / 51.62972°N 0.43278°V - ↑kort 28Croxley – 51°38′51″N 000°26′29″V / 51.64750°N 0.44139°V - ↑kort 29Watford – 51°39′27″N 000°25′03″V / 51.65750°N 0.41750°V - ↑kort 30Rickmansworth – 51°38′25″N 000°28′24″V / 51.64028°N 0.47333°V - ↑kort 31Chorleywood – 51°39′15″N 000°31′06″V / 51.65417°N 0.51833°V - ↑kort 32Chalfont & Latimer – 51°40′04″N 000°33′40″V / 51.66778°N 0.56111°V - ↑kort 33Chesham – 51°42′19″N 000°36′41″V / 51.70528°N 0.61139°V - ↑kort 34Amersham – 51°40′27″N 000°36′27″V / 51.67417°N 0.60750°V - ↑kort 35Neasden Depot – 51°33′28″N 000°15′31″V / 51.55778°N 0.25861°V |

## Yderligere litteratur
- Foxell, Clive (2010). The Metropolitan Line. History Press. ISBN 978-0-7524-5396-5.